# Liste des édifices labellisés « Patrimoine du XXe siècle » de la Savoie
La liste des édifices labellisés « Patrimoine du xxe siècle » de la Savoie recense les édifices ayant reçu le label « Patrimoine du xxe siècle » dans la Savoie en France. Au 27 mai 2013, ils sont au nombre de quarante-deux dans le département.

## Liste
| Monument                                                  | Commune                                | Adresse                                                                        | Coordonnées                      | Notice         | Protection                                               | Date         | Illustration                                              |
| --------------------------------------------------------- | -------------------------------------- | ------------------------------------------------------------------------------ | -------------------------------- | -------------- | -------------------------------------------------------- | ------------ | --------------------------------------------------------- |
| Le Paquebot des Neiges (station Plagne Aime 2000)         | Aime-la-Plagne                         |                                                                                | à géolocaliser                   |                |                                                          | 10 mars 2003 | Le Paquebot des Neiges (station Plagne Aime 2000)         |
| La Plagne                                                 | Aime-la-Plagne et La Plagne Tarentaise | La Plagne                                                                      | 45° 30′ 22″ nord, 6° 40′ 34″ est |                |                                                          | 10 mars 2003 | La Plagne                                                 |
| Aquarium du Lac du Bourget                                | Aix-les-Bains                          | Boulevard Robert Barrier                                                       | 45° 41′ 37″ nord, 5° 53′ 23″ est |                |                                                          | 10 mars 2003 | Aquarium du Lac du Bourget                                |
| Thermes (hall d'entrée et décors)                         | Aix-les-Bains                          | Place Maurice Mollard                                                          | 45° 41′ 19″ nord, 5° 54′ 58″ est |                | Inscrit MH (1986, 2016)                                  | 10 mars 2003 | Thermes(hall d'entrée et décors)                          |
| Hôtel Excelsior (résidence Beauregard)                    | Aix-les-Bains                          | 50, rue Georges-Ier                                                            | 45° 41′ 11″ nord, 5° 55′ 05″ est |                | Classé MH (1987) · Inscrit MH (1987)                     | 10 mars 2003 | Hôtel Excelsior(résidence Beauregard)                     |
| Hôtel Royal                                               | Aix-les-Bains                          | 31, rue Georges-Ier                                                            | 45° 41′ 15″ nord, 5° 55′ 08″ est |                | Classé MH (1987) · Inscrit MH (1987) · Inscrit MH (2010) | 10 mars 2003 | Hôtel Royal                                               |
| Villa Chanéac                                             | Aix-les-Bains                          | 57 Boulevard de Paris                                                          | 56° 41′ 49″ nord, 5° 54′ 49″ est | « PA73000029 » | Classée                                                  | 2017         | Image manquante Téléverser                                |
| Chapelle Notre-Dame-de-Grâce                              | Albiez-Montrond                        | Le Collet d'En bas                                                             | 45° 13′ 05″ nord, 6° 19′ 12″ est |                | Inscrit MH (1988)                                        | 10 mars 2003 | Image manquante Téléverser                                |
| Chalet Charlotte Perriand                                 | Les Allues                             | Route des Chalets                                                              | 45° 23′ 53″ nord, 6° 34′ 18″ est | « PA73000026 » | Inscrit Classé                                           | 2015 2016    | Image manquante Téléverser                                |
| Méribel-les-Allues                                        | Les Allues                             | Méribel - Les Allues                                                           | 45° 23′ 48″ nord, 6° 33′ 58″ est |                |                                                          | 10 mars 2003 | Méribel-les-Allues                                        |
| Chapelle Notre-Dame-de-Toute-Prudence                     | Bonneval-sur-Arc                       | Route départementale 902, Col de l'Iseran                                      | 45° 25′ 00″ nord, 7° 01′ 49″ est |                |                                                          | 10 mars 2003 | Image manquante Téléverser                                |
| Arc 1600                                                  | Bourg-Saint-Maurice (station des Arcs) | Arc 1600                                                                       | 45° 35′ 43″ nord, 6° 47′ 35″ est |                |                                                          | 10 mars 2003 | Arc 1600                                                  |
| Cinéma Le Savoy                                           | Bourg-Saint-Maurice                    | Avenue Maréchal Leclerc                                                        | à géolocaliser                   |                |                                                          | 10 mars 2003 | Image manquante Téléverser                                |
| Hôtel de ville                                            | Bourg-Saint-Maurice                    | Place Marcel Gaimard                                                           | 45° 37′ 07″ nord, 6° 46′ 11″ est |                |                                                          | 10 mars 2003 | Hôtel de ville                                            |
| Arc 1800                                                  | Bourg-Saint-Maurice (station des Arcs) | Arc 1800                                                                       | 45° 34′ 27″ nord, 6° 46′ 45″ est |                |                                                          | 10 mars 2003 | Arc 1800                                                  |
| La Chevalière                                             | Chambéry                               | Route de l'Épine Chemin de Chamoux Chemin de la Chevalière Allée du Mont Geney | 45° 34′ 53″ nord, 5° 53′ 01″ est |                |                                                          | 10 mars 2003 | La Chevalière                                             |
| Ancien immeuble des archives départementales de la Savoie | Chambéry                               | Faubourg Maché                                                                 | 45° 33′ 52″ nord, 5° 54′ 56″ est |                |                                                          | 10 mars 2003 | Ancien immeuble des archives départementales de la Savoie |
| Chambre de commerce                                       | Chambéry                               | Rue Salteur                                                                    | 45° 34′ 00″ nord, 5° 55′ 26″ est |                |                                                          | 10 mars 2003 | Chambre de commerce                                       |
| Le Biollay (cité, quartier)                               | Chambéry                               | Plusieurs rues                                                                 | 45° 33′ 37″ nord, 5° 54′ 12″ est | « EA73141232 » |                                                          | 10 mars 2003 | Le Biollay(cité, quartier)                                |
| Le Bateau (immeuble)                                      | Chambéry                               | Avenue de Mérande Faubourg Nézin                                               | 45° 34′ 09″ nord, 5° 55′ 30″ est |                |                                                          | 10 mars 2003 | Le Bateau(immeuble)                                       |
| Rotonde ferroviaire                                       | Chambéry                               | Chemin de la Rotonde                                                           | 45° 34′ 38″ nord, 5° 54′ 59″ est | « PA00118242 » | Inscrit MH (1984)                                        | 10 mars 2003 | Rotonde ferroviaire                                       |
| ZUP des Hauts-de-Chambéry                                 | Chambéry                               | Plusieurs rues                                                                 | 45° 35′ 36″ nord, 5° 55′ 06″ est |                |                                                          | 10 mars 2003 | ZUP des Hauts-de-Chambéry                                 |
| Église Notre-Dame                                         | Fourneaux                              |                                                                                | à géolocaliser                   |                |                                                          | 10 mars 2003 | Image manquante Téléverser                                |
| Prieuré du Mont Cenis (dit La Pyramide)                   | Val-Cenis                              | Route départementale 1006                                                      | 45° 14′ 22″ nord, 6° 57′ 03″ est |                |                                                          | 10 mars 2003 | Image manquante Téléverser                                |
| Chalet Charlotte Perriand                                 | Les Allues                             |                                                                                | 45° 23′ 53″ nord, 6° 34′ 18″ est |                | Inscrit MH (2016)                                        | 10 mars 2003 | Image manquante Téléverser                                |
| Rizerie des Alpes                                         | Modane                                 | Place du Marché                                                                | 45° 12′ 12″ nord, 6° 40′ 18″ est |                | Inscrit MH (1987)                                        | 10 mars 2003 | Rizerie des Alpes                                         |
| Église Notre-Dame-de-l'Assomption                         | Modane                                 | Rue Gambetta Place de l'Église Rue du Presbytère                               | 45° 12′ 08″ nord, 6° 40′ 28″ est |                |                                                          | 10 mars 2003 | Image manquante Téléverser                                |
| Gare                                                      | Modane                                 | Place Sommeiller                                                               | 45° 11′ 34″ nord, 6° 39′ 30″ est |                |                                                          | 10 mars 2003 | Gare                                                      |
| Fort du Replaton                                          | Modane                                 | Chemin du Replaton                                                             | 45° 11′ 50″ nord, 6° 39′ 31″ est |                |                                                          | 10 mars 2003 | Fort du Replaton                                          |
| Ouvrage du Lavoir                                         | Modane                                 |                                                                                | 45° 09′ 08″ nord, 6° 39′ 08″ est |                |                                                          | 10 mars 2003 | Image manquante Téléverser                                |
| Les Karellis                                              | Montricher-Albanne                     | Les Karellis                                                                   | 45° 13′ 43″ nord, 6° 24′ 12″ est |                |                                                          | 10 mars 2003 | Image manquante Téléverser                                |
| Gare des Mentens (téléphérique)                           | Mouxy                                  | Route de Pertuiset                                                             | 45° 40′ 46″ nord, 5° 57′ 27″ est |                |                                                          | 10 mars 2003 | Image manquante Téléverser                                |
| Refuge Porte du parc national de la Vanoise               | Peisey-Nancroix                        |                                                                                | à géolocaliser                   |                |                                                          | 10 mars 2003 | Image manquante Téléverser                                |
| Refuge du Col de la Vanoise                               | Pralognan-la-Vanoise                   |                                                                                | 45° 23′ 31″ nord, 6° 47′ 28″ est |                |                                                          | 10 mars 2003 | Refuge du Col de la Vanoise                               |
| Chapelle Notre-Dame-de-l'Assomption de Courchevel         | Courchevel                             |                                                                                | 45° 24′ 53″ nord, 6° 38′ 10″ est |                | Inscrit MH (2005)                                        | 10 mars 2003 | Image manquante Téléverser                                |
| Chalet Joliot-Curie                                       | Courchevel                             | Courchevel 1850 Rue de Bellecôte                                               | à géolocaliser                   |                | Inscrit MH (2005)                                        | 10 mars 2003 | Image manquante Téléverser                                |
| Chalet le Petit Navire                                    | Courchevel                             | Courchevel 1850 Route des Chenus                                               | à géolocaliser                   |                | Inscrit MH (2005)                                        | 10 mars 2003 | Image manquante Téléverser                                |
| Grenier La Goupille                                       | Courchevel                             | Courchevel 1850 Bellecôte Lotissement des Greniers                             | à géolocaliser                   |                | Inscrit MH (2006)                                        | 10 mars 2003 | Image manquante Téléverser                                |
| Le Paquebot ( Brelin ) (immeuble)                         | Les Belleville                         |                                                                                | à géolocaliser                   |                |                                                          | 10 mars 2003 | Image manquante Téléverser                                |
| Église Saint-Jacques-de-Tarentaise                        | Tignes                                 |                                                                                | à géolocaliser                   |                |                                                          | 10 mars 2003 | Image manquante Téléverser                                |
| Cité ouvrière                                             | Ugine                                  |                                                                                | à géolocaliser                   |                |                                                          | 10 mars 2003 | Image manquante Téléverser                                |
| La Daille (immeubles)                                     | Val-d'Isère                            |                                                                                | à géolocaliser                   | « EA73141261 » |                                                          | 10 mars 2003 | Image manquante Téléverser                                |
| Ouvrage de Saint-Gobain                                   | Villarodin-Bourget                     |                                                                                | 45° 12′ 22″ nord, 6° 40′ 30″ est |                |                                                          | 10 mars 2003 | Ouvrage de Saint-Gobain                                   |

## Source
- [PDF] « Label patrimoine du XXe siècle Région Rhône-Alpes », sur culturecommunication.gouv.fr, 27 mai 2013